# Nespresso
Nespresso is lang houdbare gemalen koffie in een kleine aluminium capsule. Het hoort bij een koffiezetsysteem dat is ontwikkeld door Nestlé. De naam is afgeleid van de naam van het bedrijf en espresso. Zowel de capsule als de methode van koffiezetten zijn gepatenteerd.

## Het bedrijf
Nestlé Nespresso SA is een zelfstandig onderdeel van de divisie Nutrition, Health and Wellness van Nestlé en had in 2006 een omzet van meer dan 1 miljard Zwitserse frank, dat betekende een groei van meer dan 35% per jaar. Het aandeel van Nespresso in de wereldmarkt voor espresso-koffiemachines was in dat jaar ongeveer 27%. Het bedrijf is gevestigd in Lausanne en heeft meer dan 2500 medewerkers in 40 landen. De koffie wordt geproduceerd in Orbe, sinds medio 2008 in Avenches en sinds 2015 te Romont; deze laatste productielocatie is in 2019 verder uitgebreid. De verkoop richt zich zowel op de consumenten- als op de zakelijke markt.

## Het systeem

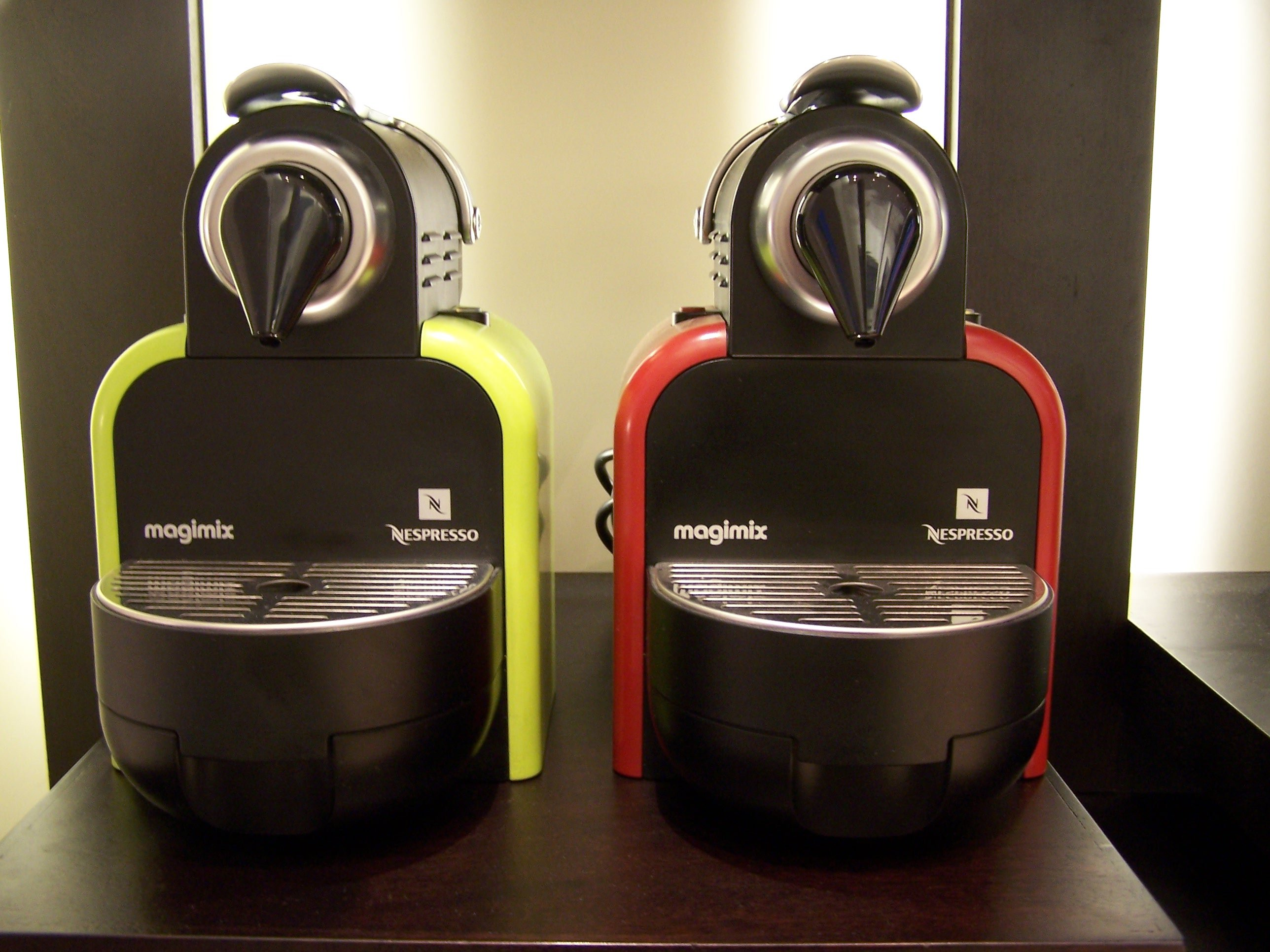
Nespresso-machines van het merk Magimix

De koffie is zuurstofvrij (met enkel stikstof) in een aluminium capsule verpakt, waardoor de koffie langer vers blijft (1 jaar na productie, zoals vermeld op de kartonnen verpakking) dan bijvoorbeeld koffiepads of servings. De capsule wordt door het apparaat geperforeerd en heet water wordt er onder een druk van 19 bar doorheen geperst. Hierna valt de lege capsule in een bak aan de achterkant van het apparaat. Deze bak is uitneembaar, zodat hij, als hij vol is, in de prullenbak kan worden geleegd.
Het systeem werd geïntroduceerd in 1989 in het Franssprekende deel van Zwitserland. Pas in 1991 werd het een zakelijk succes na een marketingcampagne. Nespresso-machines worden onder licentie geproduceerd door onder andere De Longhi, Jura, Magimix, Krups, Miele en Siemens.
De relatief dure capsules werden in eerste instantie alleen geproduceerd en verkocht door Nespresso zelf. In een Nespresso-apparaat kunnen dan ook alleen deze capsules gebruikt worden. Het bestellen van deze capsules kon via internet en telefoon bij de zogeheten Nespresso Club. Hiervoor dient bij aanschaf van een Nespresso-apparaat een account aangemaakt te worden op de site van Nespresso. Later werden de capsules ook aangeboden in zogenaamde Nespresso boutiques. Deze waren veel te vinden in vestigingen van De Bijenkorf en bij MediaMarkt. De onderdelen van apparatuur en capsules zijn beschermd met 70 patenten. De formule is daarmee een voorbeeld van een vendor lock-in. Een gedeelte van de patenten verviel in 2012. Sindsdien worden ook allerlei capsules van ander fabricaat aangeboden die passen in de Nespresso-apparatuur.

## Boeren
Nespresso heeft een kwaliteitsprogramma ontwikkeld in samenwerking met de Rainforest Alliance. Dit programma loopt sinds 2003. Het traint koffieboeren om een betere kwaliteit koffiebonen te kweken, waardoor ze een hogere prijs voor de koffie kunnen vragen en zo een beter inkomen verwerven. Vooralsnog is minder dan 50% van de benodigde koffiebonen van Nespresso van dit programma afkomstig.

## Productiemethode
De koffiebonen worden op plantages in Brazilië, Colombia, Costa Rica, Guatemala, Togo, Kenia en Ethiopië verbouwd. De bessen met de bonen worden geplukt, gewassen, gesorteerd, ontpulpt, nogmaals gewassen en in de zon gedroogd. De bonen worden in balen van 60 kg verkocht en daarna getransporteerd. Afhankelijk van de gewenste melange of kwaliteit worden verschillende soorten koffiebonen met elkaar gemengd. De bonen worden geroosterd, waarbij de duur en temperatuur invloed hebben op de sterkte en smaak van de koffie. De koffiebonen worden daarna vermalen, waarbij de fijnheid van de maling invloed heeft op de snelheid waarmee water door het koffiepulver stroomt; hoe langzamer, deste sterker en bitterder de koffie is. Vanaf dit deelproces wordt gewerkt met een stikstofatmosfeer, omdat zuurstof een slechte invloed op de kwaliteit heeft. De gemalen koffie wordt zonder zuurstof (met enkel stikstof) verpakt, in een aluminium capsule voor een lange houdbaarheid. Anno 2019 biedt Nespresso 28 standaard koffievariëteiten aan.

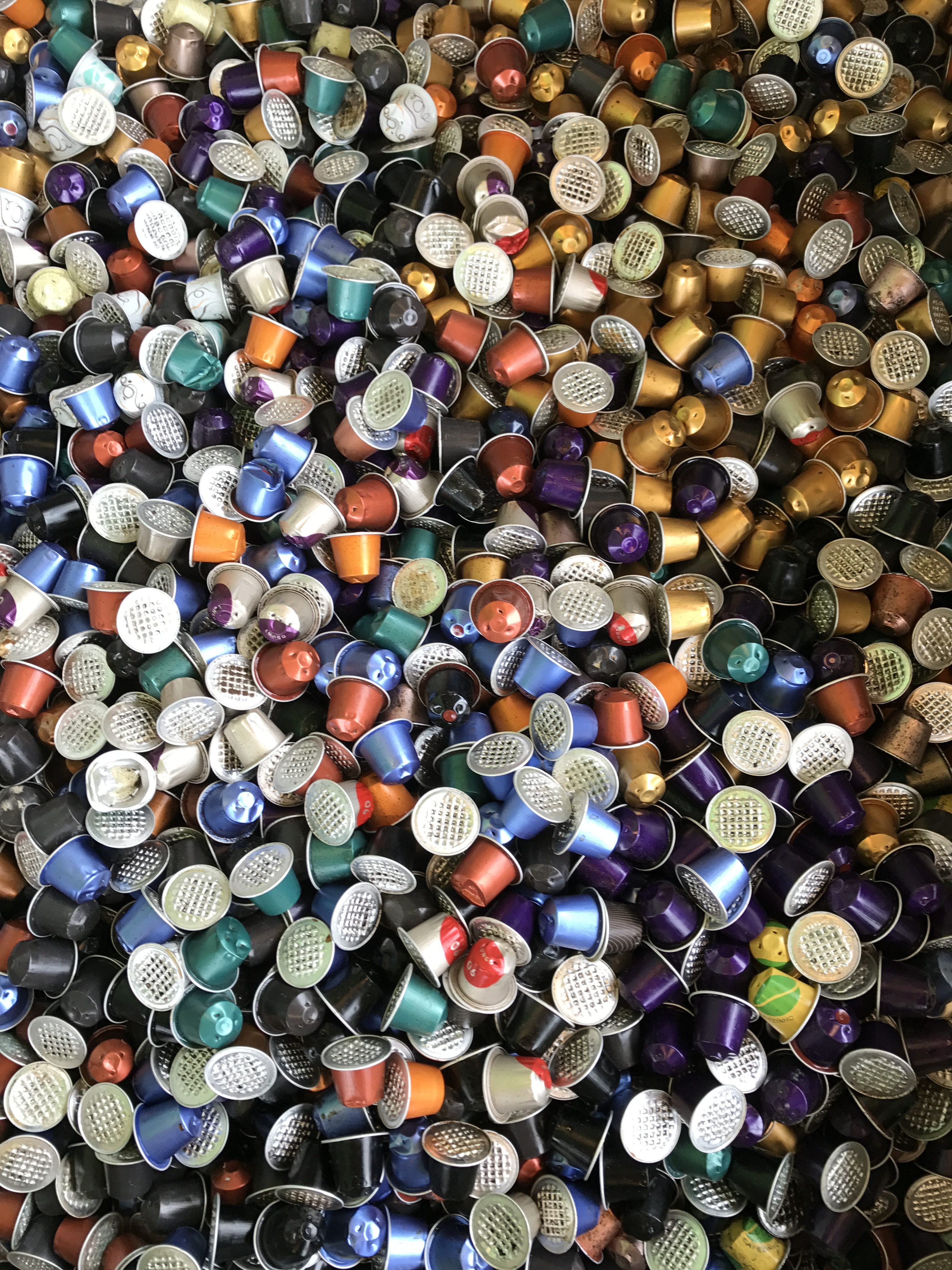
Gebruikte capsules bij een recyclingbedrijf

## Ecologie en afval
Met name de koffiecapsule is belastend voor het milieu. De capsule is van aluminium gemaakt, een grondstof die veel energie kost om het te produceren. Het aluminium krijgt aan de binnenkant een plastic laagje, maar dat maakt het niet ongeschikt voor hergebruik. In Zwitserland is men begonnen met het inzamelen van de aluminium capsules voor hergebruik van het aluminium. Dit inzamelsysteem zal ook ingevoerd worden in andere landen waar het koffiezetsysteem verkocht wordt. In Nederland kunnen de gebruikte capsules naar inzamelpunten voor metalen gebracht worden of worden opgestuurd in speciale zakken. Meerdere bedrijven bieden ook hervulbare capsules aan.

## Andere systemen
Vergelijkbare systemen worden op de markt gebracht door andere aanbieders. Een joint venture van Philips en Sara Lee Corporation (Douwe Egberts) bracht wereldwijd de Senseo op de markt in 2001. ESE (Easy Serving Espresso) is geïntroduceerd door een consortium van verschillende koffiebranders en machineproducenten als Illy Caffè en Lavazza. Een ander systeem is ontwikkeld door Kraft Foods en heet Tassimo. Ten slotte is er het Dolce Gusto systeem van Nescafé, ook onderdeel van moederbedrijf Nestlé.